# William Minicozzi II
William Philip Minicozzi II est un mathématicien américain né le 13 décembre 1967.

## Formation et carrière
Minicozzi est né à Bryn Mawr, en Pennsylvanie, en 1967. Il est diplômé de l'Université de Princeton en 1990 et obtient son doctorat de l'Université Stanford, en 1994, sous la direction de Richard Schoen. Après avoir obtenu son diplôme, il a passé une année au Courant Institute de l'Université de New York en tant que membre visiteur où il a commencé à travailler avec Tobias Colding sur les fonctions harmoniques sur des variétés riemanniennes, travail pour lequel il est plus tard invité à présenter au Geometry Festival (en). En 1995, il part à l'Université Johns-Hopkins, avec une bourse stage postdoctoral de la National Science Foundation.
Minicozzi devient titulaire de la chaire J. J. Sylvester de professeur de mathématiques à l'université Johns Hopkins en 2002, et devient plus tard professeur « Krieger-Eisenhower ». Il s'oriente vers des travaux sur les surfaces minimales, en continuant à travailler avec Tobias Colding. En 2012, il rejoint le MIT en tant que professeur de mathématiques.
En plus de son enseignement et de travaux de recherche, Minicozzi est rédacteur en chef de l'American Journal of Mathematics.

## Prix et distinctions
Il remporte une bourse Sloan en 1998.
Il est conférencier invité en 2006 au Congrès international des mathématiciens à Madrid ; il a donné la conférence Spitalfields, distinction décernée par la London Mathematical Society, en 2007 ; il donne la trente-cinquième Spring Lecture Series de l'Université de l'Arkansas en 2010, et une conférence pour l'AMS à Syracuse en 2010.
En 2010, William P. Minicozzi reçoit le Prix Oswald-Veblen avec Tobias Colding pour leur travail sur les surfaces minimales. La justification à l'occasion de la remise du prix Oswald-Veblen par l'American Mathematical Society annonce :
« Le prix Veblen en géométrie 2010 est attribué à Tobias H. Colding et William P. Minicozzi II pour leur profond travail sur les surfaces minimales. Dans une série d'articles, ils ont développé une théorie de la structure pour les surfaces minimales avec un genre délimité dans les 3-variétés, ce qui donne une image globale remarquable pour une surface minimale arbitraire de genre délimité. Cette contribution a conduit à la résolution de conjectures de longue date et a lancé une vague de nouveaux résultats. Plus précisément, ils sont récompensés pour les articles conjoints suivants, dont les quatre premières forment une série établissant la théorie de la structure pour les surfaces intégrées (« embedded ») dans des 3-variétés :
- « The Space of Embedded Minimal Surfaces of Fixed Genus in a 3-manifold. I. estimates off the Axis for Disks », Ann. of Math (2) 160, 2004, no 1, p. 27–68.
- « The Space of Embedded Minimal Surfaces of Fixed Genus in a 3-manifold. II. Multi-valued Graphs in Disks », Ann. of Math. (2) 160, 2004, no 1, p. 69–92.
- « The Space of Embedded Minimal Surfaces of Fixed Genus in a 3-manifold. III. Planar Domains », Ann. of Math. (2) 160, 2004, no 1, p. 523–572.
- « The Space of Embedded Minimal Surfaces of Fixed Genus in a 3-manifold. IV. Locally Simply Connected », Ann. of Math. (2) 160, 2004, no 1, p. 573–615.
- « The Calabi-Yau Conjectures for Embedded Surfaces », Ann. of Math. (2) 167, 2008, no 1, p. 211–243.

Dans le dernier article cité ici, les auteurs montrent qu'une surface minimale complètement intégrée de genre fini est correctement intégrée, prouvant la version intégrée des conjectures de Calabi–Yau. »
En 2012, il devient fellow de l'American Mathematical Society. En 2015, il est élu membre de l'Académie américaine des arts et des sciences.

## Sélection de publications
- Tobias H. Colding et William P., II Minicozzi, « The Space of Embedded Minimal Surfaces of Fixed Genus in a 3-manifold. I. estimates off the Axis for Disks », Ann. of Math., vol. 160, no 1,‎ 2004, p. 27–68 (DOI 10.4007/annals.2004.160.27, MR 2119717, arXiv math/0210106)
- Tobias H. Colding et William P., II Minicozzi, « The Space of Embedded Minimal Surfaces of Fixed Genus in a 3-manifold. II. Multi-valued Graphs in Disks », Ann. of Math., vol. 160, no 1,‎ 2004, p. 69–92 (DOI 10.4007/annals.2004.160.69, MR 2119718)
- Tobias H. Colding et William P., II Minicozzi, « The Space of Embedded Minimal Surfaces of Fixed Genus in a 3-manifold. III. Planar Domains », Ann. of Math., vol. 160, no 2,‎ 2004, p. 523–572 (DOI 10.4007/annals.2004.160.523, MR 2123932, arXiv math/0210141)
- Tobias H. Colding et William P., II Minicozzi, « The Space of Embedded Minimal Surfaces of Fixed Genus in a 3-manifold. IV. Locally Simply Connected », Ann. of Math., vol. 160, no 2,‎ 2004, p. 573–615 (DOI 10.4007/annals.2004.160.573, MR 2123933, arXiv math/0210119)
- Tobias H. Colding et William P., II Minicozzi, « The Space of Embedded Minimal Surfaces of Fixed Genus in a 3-manifold V; Fixed genus », Ann. of Math., vol. 181, no 1,‎ 2015, p. 1–153 (DOI 10.4007/annals.2015.181.1.1, MR 3272923, arXiv math/0509647)
- Tobias H. Colding et William P., II Minicozzi, « The Calabi-Yau Conjectures for Embedded Surfaces », Ann. of Math., vol. 167, no 1,‎ 2008, p. 211–243 (DOI 10.4007/annals.2008.167.211, MR 2373154)